# Bushnell Egyetem
A Bushnell Egyetem az Amerikai Egyesült Államok Oregon államának Eugene városában található keresztény magánintézmény. A Krisztus Tanítványaihoz köthető iskola 1895-ben nyílt meg.

## Története
A kezdetben szemináriumként működő intézményt 1895-ben alapította Eugene Claremont Sanderson. Az iskolát 1934-ben összevonták a Spokane-i Egyetemmel, 2008-ban pedig egyetemmé alakult. 2020-ban felvette James A. Bushnell, a kuratórium első elnökének nevét.
A rektori pozíciót 2010 óta Joseph Womack tölti be.

## Kampusz
Az intézmény az Alder és 11th utcák sarkán, az Oregoni Egyetemmel szemközt található; az alapító Eugene Sanderson terveinek megfelelően a diákok papi tanulmányaikat az intézmény falai között, világi tárgyaikat pedig az Oregoni Egyetemen hallgatták (hasonló együttműködés volt a Manhattani Keresztény Főiskola és a Kansasi Állami Egyetem között). A megállapodást az Oregoni Egyetem 1995-ben egyoldalúan felmondta, de a hallgatók egyes tárgyaikat ma is a másik campuson hallgatják, valamint a Knight Könyvtárba is beiratkozhatnak.

## Oktatás
Az egyetemnek hét intézete van (ápolóképző, művészettudományi, pszichológiai és tanácsadói, tanárképző, technológiai és vezetéselméleti, teológiai, üzleti, valamint zenei és előadó-művészeti).
A Bushnell 1962 óta rendelkezik az Északnyugati Főiskolák és Egyetemek Bizottságának regionális akkreditációjával, emellett az Oregoni Független Főiskolák és Egyetemek Szövetsége, a Keresztény Főiskolák és Egyetemek Tanácsa, valamint az Alapképzés-kutatási Tanács tagja.

## Sport
A Bushnell Beacons a 2007/08-as tanév óta a National Association of Intercollegiate Athletics tagjaként a Cascade Collegiate Conference-ben játszik (2005–2006-ban konferenciafüggetlenként, 2006–2007-ben pedig társult tagként vettek részt a mérkőzéseken). 2021 januárjában bejelentették, hogy több mint ötven év szünet után újraalapítják a baseballcsapatot; edzőnek Tommy Richardsot, a Whitman Főiskola munkatársát nevezték ki.
2015-ben a női crossfutók nemzeti bajnokok lettek. 2018-ban Bailey Dell női gerelyhajításban, 2019-ben Anika Rasubala pedig női gátfutásban lett nemzeti bajnok.

## Nevezetes személyek
- David Ray Griffin, teológus
- E. R. Moon, misszionárius
- Frank Morse, a Morse Brothers építőipari vállalat elnöke
- Kylor Kelley, kosárlabdázó
- Mary Burrows, politikus
- Mickey Loomis, a New Orleans Saints tulajdonosa
- Mike Petersen, kosárlabdaedző
- Paul Wright, énekes
- Ryan Stevenson, énekes

## Fordítás
- Ez a szócikk részben vagy egészben  a   Bushnell University című angol Wikipédia-szócikk ezen változatának fordításán alapul.  Az eredeti cikk szerkesztőit annak laptörténete sorolja fel. Ez a jelzés csupán a megfogalmazás eredetét és a szerzői jogokat jelzi, nem szolgál a cikkben szereplő információk forrásmegjelöléseként.